# PLEASURE (華原朋美の曲)
「PLEASURE」（プレジャー）は、日本の歌手である華原朋美の22枚目のシングル。2003年2月26日にWARNER MUSIC JAPAN / WEA Japanから発売された。

## 背景
華原の作品で唯一のCCCDとしてリリースされ、今作をもってWARNER MUSIC JAPAN在籍時の最後の作品となった。

## 音楽性
カップリング曲である「未来色の星屑」（作詞・作曲：Yori）は、日本作曲家協会主催の「新しい日本の歌フェスティバル」グランプリ8作品の中で、クリスタルミュージック賞を受賞した楽曲である。

## ディスクジャケット
アニメ『クレヨンしんちゃん』の原作者である臼井儀人による、書下ろしオリジナルイラストジャケットであり、お互いファンであったことから野原しんのすけと華原のコラボが実現している。その際、華原は単行本36巻に登場するトモミ(通称:トモちゃん)に似せて描かれている。
2023年10月26日にワーナーミュージック在籍時代の楽曲が一斉に配信された際には、肖像権の事情により本ジャケットのアートワークが別のものに差し替えられている。

## 記録
当初は2002年秋に発売予定が4ヶ月程延期された上に、プロモーション活動は発売から2〜3ヶ月後に行われたため、最高55位にとどまっている。
しかしながら、2021年5月に『お願い!ランキング』にて行われた好きな歴代『クレヨンしんちゃん』の主題歌をファンが投票する企画『みんなのアニソンBEST 〜クレヨンしんちゃん編〜』にて14位を獲得している。

## 収録曲
| 全編曲: 清水信之。 |                                |            |            |       |
| #                  | タイトル                       | 作詞       | 作曲       | 時間  |
| 1.                 | 「PLEASURE」                   | 黒須チヒロ | 細井かおり | 4:01  |
| 2.                 | 「未来色の星屑」               | Yori       | Yori       | 4:53  |
| 3.                 | 「PLEASURE」(instrumental)     |            |            | 4:01  |
| 4.                 | 「未来色の星屑」(instrumental) |            |            | 4:53  |
| 合計時間:          | 合計時間:                      | 合計時間:  | 合計時間:  | 17:48 |

## 収録アルバム
| 楽曲     | 収録アルバム                                                           | 発売日         | 発売元                                   | 規格品番                | 備考                                               |
| -------- | ---------------------------------------------------------------------- | -------------- | ---------------------------------------- | ----------------------- | -------------------------------------------------- |
| PLEASURE | 『Super Best Singles 〜10th Anniversary〜』                            | 2005年12月14日 | ジェネオンエンタテインメント             | GNCL-1044               | 華原のベスト・アルバム                             |
| PLEASURE | 『クレヨンしんちゃん TV・映画 主題歌集だゾ』                           | 2009年1月21日  | コロムビアミュージックエンタテインメント | COCX-35371/2            | テレビ朝日系アニメ『クレヨンしんちゃん』の主題歌集 |
| PLEASURE | 『クレヨンしんちゃん主題歌CD 〜きかなきゃソン、ソン、そんぐfor you〜』 | 2013年7月31日  | 日本コロムビア                           | COCX-38134              | テレビ朝日系アニメ『クレヨンしんちゃん』の主題歌集 |
| PLEASURE | 『ALL TIME SINGLES BEST』                                              | 2015年6月24日  | ユニバーサルJ                            | UPCH-7017（初回限定盤） | 華原のベスト・アルバム                             |
| PLEASURE | 『ALL TIME SINGLES BEST』                                              | 2015年6月24日  | ユニバーサルJ                            | UPCH-2040（通常盤）     | 華原のベスト・アルバム                             |
| PLEASURE | 『プリッと!こんぷりーと クレヨンしんちゃん30周年記念テーマソング集』   | 2022年11月30日 | 日本コロムビア                           | COCX-41902/5            | テレビ朝日系アニメ『クレヨンしんちゃん』の主題歌集 |

## タイアップ
| # | 楽曲名           | タイアップ                                                                               | 出典  |
| - | ---------------- | ---------------------------------------------------------------------------------------- | ----- |
| 1 | 「PLEASURE」     | テレビ朝日系アニメ『クレヨンしんちゃん』オープニングテーマ                               | [ 6 ] |
| 1 | 「PLEASURE」     | 東宝配給アニメ映画『クレヨンしんちゃん 嵐を呼ぶ 栄光のヤキニクロード』オープニングテーマ | [ 7 ] |
| 2 | 「未来色の星屑」 | 東宝配給アニメ映画『クレヨンしんちゃん 嵐を呼ぶ 栄光のヤキニクロード』挿入歌             |       |